# 도구

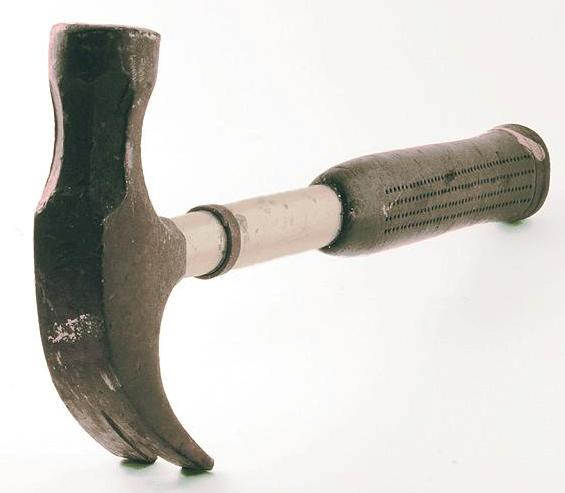
장도리는 도구의 일종이다.

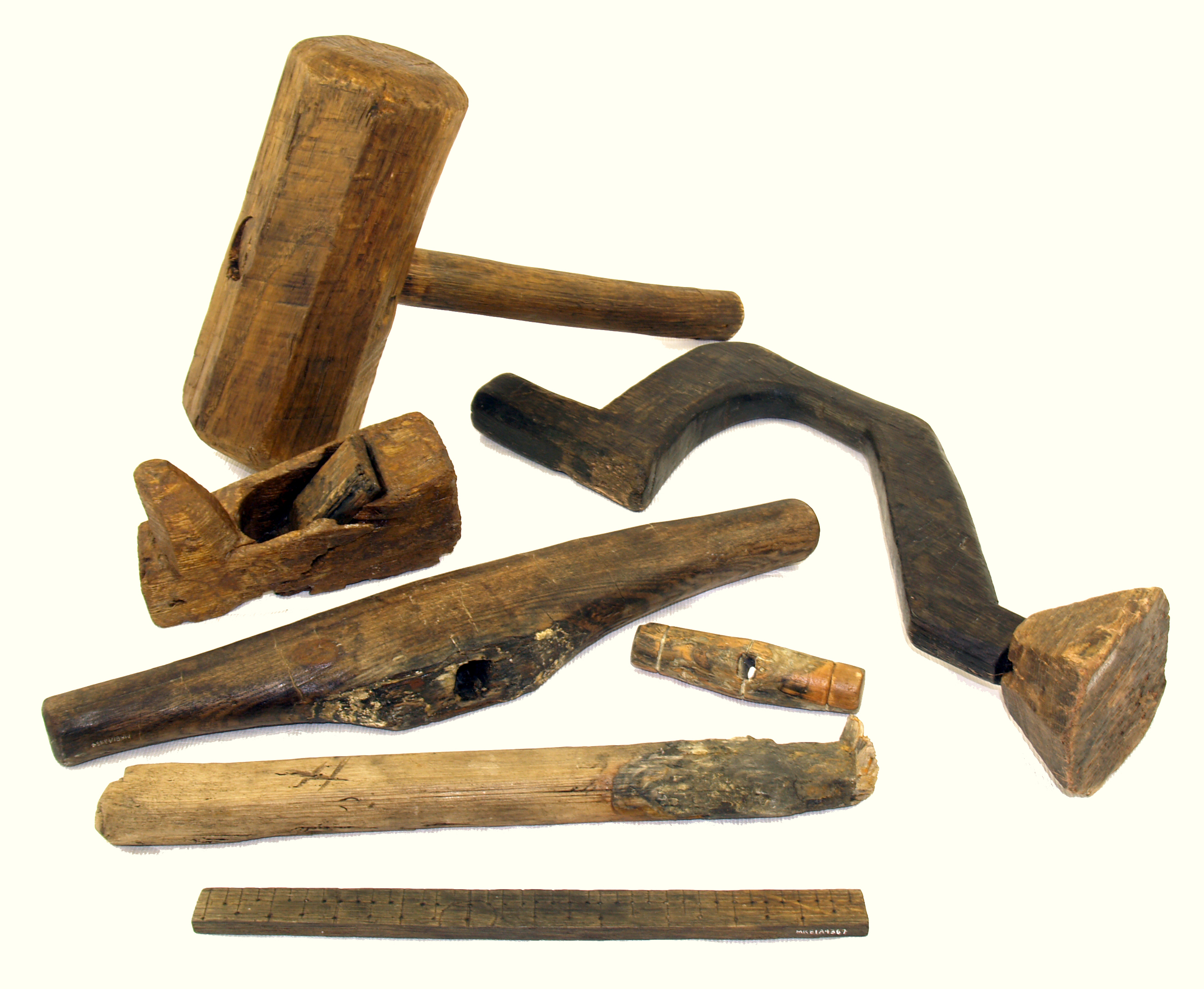
16세기 범선 메리 로즈(Mary Rose)의 난파선에서 회수된 목공 도구. 위에서부터 메, 버팀대, 대패, T-오거 손잡이, 송곳 손잡이, 망치 손잡이, 자 (도구) 등으로 구성된다.

도구(道具)는 어떤 일을 할 때 이용하는 소규모 장치를 말한다. 도구를 활용함으로써 사람이 일을 할 때 노력을 덜 들이고 편하게 할 수 있다. 예를 들면 음식을 만들 때 사용하는 칼이나 식사를 할 때 사용하는 수저가 그 예가 되겠다. 칼은 음식을 자를 때에 도움을 주고 수저는 뜨거운 음식을 먹을 때 손을 보호한다.
돌, 뼈, 나무 등의 재료로 만들어진 초기 인간 도구는 주택, 사업체, 기반 시설 및 교통 건설과 더불어 음식 준비, 사냥, 무기 제조, 의복 생산을 위한 재료 작업, 도자기와 같은 유용한 유물 및 공예품을 만드는 데 사용되었다. 금속 가공의 발달로 인해 더 많은 종류의 도구가 가능해졌다. 동물의 힘, 바람, 증기와 같은 에너지원을 활용하면 점점 더 복잡한 도구를 사용하여 훨씬 더 다양한 품목을 생산할 수 있게 되었고, 산업 혁명은 도구 사용에 있어서 변곡점을 표시했다. 19세기와 20세기에 자동화가 널리 도입되면서 최소한의 인간 감독 하에 도구를 작동할 수 있게 되었고 인간 노동 생산성이 더욱 향상되었다.

## 역사
인류학자들은 도구의 이용이 인류의 진화의 중요한 단계였다고 믿고 있다. 인간(호모 사피엔스)과 야생 침팬지 모두 도구를 광범위하게 사용하기 때문에, 두 유인원 종 사이의 분기 이전에 도구를 처음으로 일상적으로 사용했다고 널리 추정된다. 그러나 이러한 초기 도구는 막대기 등 부패하기 쉬운 재료로 만들어졌을 가능성이 높거나, 도구로서의 다른 돌과 구별할 수 없는 변형되지 않은 돌로 구성되었을 가능성이 높다.
돌 인공물들은 약 2,500,000년 전으로 거슬러 올라간다. 그러나 2010년 연구에 따르면 호미닌 종인 오스트랄로피테쿠스 아파렌시스(Australopithecus afarensis)는 동물 사체를 석기로 조각하여 고기를 먹었다고 한다. 이번 발견은 호미닌이 가장 먼저 석기를 사용한 것으로 알려진 시기를 약 340만년 전으로 되돌아간다. 실제 도구의 발견은 에티오피아에서 최소 260만년 전으로 거슬러 올라간다. 가장 초기에 구별되는 석기 도구 형태 중 하나는 주먹도끼이다.
최근까지 발굴지에서 발견된 무기는 연구되고 중요성이 부여된 "초기 인류"의 유일한 도구였다. 이제 더 많은 도구가 문화적으로나 역사적으로 관련성이 있는 것으로 인식되고 있다. 사냥 외에도 음식 준비, "…호두나무 세공, 가죽 공예, 곡물 수확 및 목공…"과 같은 도구가 필요한 다른 활동에는 "조각 석기"가 포함된다.
도구는 고대 인류가 먹이사슬의 최상위에 오르기 위해 사용했던 가장 중요한 품목이다. 도구를 발명함으로써 그들은 이빨이 많은 동물의 피부를 뚫을 만큼 날카롭지 않았기 때문에 창이나 활을 사용하여 먹이를 죽이는 등 인간의 신체가 할 수 없는 작업을 수행할 수 있었다. 호미닌 변화의 촉매제로서 "사냥꾼 남자"에 대한 의문이 제기되었다. 고고학 유적지의 뼈에 있는 흔적을 보면, 인류 이전의 사람들이 자신의 먹이를 죽이기보다는 다른 포식자의 시체를 청소하고 있었다는 것이 이제 더욱 분명해졌다.

## 도구의 기능
- 잘라내기(칼, 가위 등)
- 힘을 집중시키기 (망치, 나사 드라이버 등)
- 안내하기 (삼각자, 자 등)
- 보호하기 (장갑, 갑옷)
- 붙잡기 (글러브 등)

## 법률 용어
법률용어로서 "기구"(器具)라는 단어가 쓰이는데, 대한민국의 전기통신기본법에서 전기통신을 위한 기구는 전기통신설비에 포함된다. (동법 제2조 제2호)

## 같이 보기
- 기계
- 공구